# Бодерлик, Матьё
Матьё Альбе́р Даниэ́ль Бодерли́к (фр. Mathieu Albert Daniel Bauderlique; род. 3 июля 1989, Энен-Бомон) — французский боксёр-профессионал, представитель средней и полутяжёлой весовых категорий. Выступал за сборную Франции по боксу в конце 2000-х — середине 2010-х годов, бронзовый призёр Олимпийских игр (2016), бронзовый призёр Средиземноморских игр (2009), победитель и призёр турниров национального значения в любителях.
Среди профессионалов действующий чемпион Европы по версии EBU (2021—н. в.) в полутяжёлом весе.

## Биография
Матьё Бодерлик родился 3 июля 1989 года в коммуне Энен-Бомон департамента Па-де-Кале.

### Любительская карьера
Впервые заявил о себе в 2007 году, выиграв бронзовую медаль на чемпионате Европы среди юниоров в Сербии. Год спустя занял третье место на Кубке Франции. Ещё через год стал чемпионом Франции по боксу в средней весовой категории и вошёл в основной состав французской национальной сборной, в частности побывал на Средиземноморских играх в Пескаре, откуда привёз награду бронзового достоинства — на стадии полуфиналов был остановлен представителем Турции Адемом Кылыччи. Также боксировал на чемпионате мира в Милане, где был выбит из борьбы за медали уже на предварительном этапе.
В 2010 году вновь выиграл французское национальное первенство и выступил на чемпионате Европы в Москве, где сумел дойти до четвертьфинала. Принял участие в матчевой встрече со сборной Украины, проиграв со счётом 8:10 Сергею Деревянченко.
На чемпионате Франции 2011 года вынужден был довольствоваться наградой серебряного достоинства.
В сезоне 2012/13 боксировал в полупрофессиональной лиге WSB, где представлял команду «Алжирские пустынные ястребы».
С октября 2014 года активно выступал в лиге AIBA Pro Boxing, выиграл здесь у таких известных боксёров как Адильбек Ниязымбетов и Джозеф Уорд, но проиграл Эхсану Рузбахани и Спасу Генову.
Благодаря череде удачных выступлений в APB удостоился права защищать честь страны на летних Олимпийских играх 2016 года в Рио-де-Жанейро. В турнирной сетке полутяжёлого веса одолел колумбийца Хуана Карлоса Каррильо и эквадорца Карлоса Андреса Мину. На стадии полуфиналов вышел на ринг против кубинца Хулио Сесара ла Круса и проиграл ему со счётом 0:3, получив тем самым бронзовую олимпийскую медаль. За это выдающееся достижение награждён орденом «За заслуги».

### Профессиональная карьера
Бодерлик дебютировал на профессиональном уровне ещё в 2011 году и с тех пор сочетал любительскую карьеру с профессиональной. В течение шести лет он одержал двенадцать побед, а первое поражение потерпел в июне 2017 года от представителя Италии Драгана Лепеи.
20 августа 2022 года потерпел второе поражение, от британца Каллума Смита в бою за статус официального претендента на титул чемпиона мира по версии WBC в полутяжёлом весе.